# La Chapelle-Saint-Étienne
Pour les articles homonymes, voir La Chapelle et Chapelle Saint-Étienne.
La Chapelle-Saint-Étienne est une commune déléguée de Moncoutant-sur-Sèvre dans le Centre-Ouest de la France située dans le département des Deux-Sèvres, en région Nouvelle-Aquitaine.
Le village possède une petite église un cimetière et une école maternelle qui a récemment été rénovée et qui va de la petite section au CP 

## Géographie

### Localisation et communes limitrophes
|                           | Le Breuil-Bernard         |           |
| Moutiers-sous-Chantemerle | La Chapelle-Saint-Etienne | Largeasse |
| Saint-Paul-en-Gâtine      | L'Absie                   |           |

## Histoire
Le 1er janvier 2019, la commune fusionne avec Le Breuil-Bernard, Moncoutant, Moutiers-sous-Chantemerle, Pugny et Saint-Jouin-de-Milly pour former la commune nouvelle de Moncoutant-sur-Sèvre dont la création est actée par un arrêté préfectoral du 23 novembre 2018.

## Politique et administration
| Période      | Période  | Identité            | Étiquette | Qualité |
| ------------ | -------- | ------------------- | --------- | ------- |
| janvier 2019 | En cours | Catherine Cornuault |           |         |

| Période    | Période       | Identité            | Étiquette | Qualité |
| ---------- | ------------- | ------------------- | --------- | ------- |
| avant 1988 | ?             | Bernard Geffard     |           |         |
| mars 2008  | décembre 2018 | Catherine Cornuault |           |         |

## Démographie
À partir du XXIe siècle, les recensements réels des communes de moins de 10 000 habitants ont lieu tous les cinq ans. Pour La Chapelle-Saint-Étienne, cela correspond à 2004, 2009, 2014, etc. Les autres dates de « recensements » (2006, etc.) sont des estimations légales.
| 1793 | 1800 | 1806 | 1821 | 1831 | 1836 | 1841 | 1846 | 1851 |
| ---- | ---- | ---- | ---- | ---- | ---- | ---- | ---- | ---- |
| 566  | 654  | 558  | 584  | 609  | 694  | 642  | 673  | 701  |

| 1856 | 1861 | 1866 | 1872 | 1876 | 1881 | 1886 | 1891 | 1896 |
| ---- | ---- | ---- | ---- | ---- | ---- | ---- | ---- | ---- |
| 727  | 745  | 776  | 807  | 833  | 841  | 900  | 894  | 892  |

| 1901 | 1906 | 1911 | 1921 | 1926 | 1931 | 1936 | 1946 | 1954 |
| ---- | ---- | ---- | ---- | ---- | ---- | ---- | ---- | ---- |
| 852  | 859  | 805  | 720  | 698  | 661  | 649  | 625  | 584  |

| 1962 | 1968 | 1975 | 1982 | 1990 | 1999 | 2004 | 2006 | 2009 |
| ---- | ---- | ---- | ---- | ---- | ---- | ---- | ---- | ---- |
| 597  | 520  | 445  | 420  | 396  | 359  | 332  | 329  | 320  |

| 2014 | 2016 | - | - | - | - | - | - | - |
| ---- | ---- | - | - | - | - | - | - | - |
| 323  | 321  | - | - | - | - | - | - | - |

## Culture locale et patrimoine

### Lieux et monuments
- Église Saint-Étienne de La Chapelle-Saint-Étienne.

### Patrimoine culturel
Le village possède un petit lavoir du temps médiéval qui est maintenant abandonné et en ruine.